# بلوار پاسداران (شیراز)
بلوار پاسداران یا زرهی بلواری در شیراز است که از سه‌راه پارک قوری در شرق آغاز شده و در نهایت در غرب به میدان معلم می‌رسد. خیابان‌های اصلی آن از شرق به غرب کلاهدوز، فلاحی، آقایی، جهان‌آرا، مبعث، سبحانی و محلاتی نام دارند. این بلوار مرز میان منطقه ۱ و منطقه ۴ شهرداری شیراز است.
در این بلوار تعداد زیادی مرکز تجاری و خرید، رستوران، فروشگاه، آموزشگاه، چندین مرکز درمانی و بسیاری مراکز دیگر وجود دارد. همچنین ستاد سپاه فجر فارس و چند مرکز نظامی دیگر نیز در این بلوار واقع شده‌است.
خط ۴ متروی شیراز که میدان احسان را به بلوار مدرس متصل می‌کند، از طول این بلوار عبور خواهد کرد. خط ۶ مترو نیز در این بلوار دارای یک ایستگاه تقاطعی با خط ۴ خواهد بود. محلهٔ پاسداران را براساس معیارهای پایداری می‌توان یک محلهٔ پایدار دانست که محصول برنامه‌ریزی شهرسازان معاصر است.

## مسیر
| از شرق به غرب              | از شرق به غرب                                                   | از شرق به غرب |
| -------------------------- | --------------------------------------------------------------- | ------------- |
| سه‌راه پارک قوری            | بلوار استقلال (زرهی) بلوار شهید باهنر                           |               |
|                            | خیابان شهید کلاهدوز                                             |               |
|                            | خیابان شهید فلاحی                                               |               |
|                            | بلوار شهید آقایی                                                |               |
|                            | خیابان شهید جهان‌آرا                                             |               |
|                            | خیابان مبعث                                                     |               |
| زیرگذر یادگار امام (چوگان) | بلوار شهید مطهری                                                |               |
|                            | خیابان شهید سبحانی                                              |               |
|                            | بلوار شهید محلاتی                                               |               |
| میدان معلم                 | بلوار ایمان جنوبی بلوار ایمان شمالی بلوار شهید رجایی (فرهنگ‌شهر) |               |
| از غرب به شرق              |                                                                 |               |

## ترابری

### اتوبوسرانی
- خط ۳۹
- خط ۹۴
- خط ۱۰۹
- خط ۱۵۰[۷]

### مترو
- خط ۴ (در حال ساخت)
- خط ۶ (در مرحله مطالعه)